# Anna Nilsson (ryttare)
Anna Nilsson, född  15 juli 1962, är en svensk ryttare som tävlar i fälttävlan. Hon tävlar för Tågarportens Ryttarförening. Hon vann Svenska mästerskapen i fälttävlan 1990 i Snogeholm på hästen Croydon. Hon är uttagen att tävla i Olympiska sommarspelen 2016 i Rio de Janeiro

## Hästar
- Luron (valack född 1999), Brun Hannoveranare e:Laptop u. Wonnige ue. Wendekreis[2]
- Candy Girl (sto född 2005), Brun Hannoveranare e:Contendro I u. Anna Mae ue. Argentinus[3]

### Tidigare
- Azzaro Z
- Croydon